# Азаров Олександр Трофимович
Олександр Трофимович Азаров (нар. 25 вересня, 1923 — пом. 24 лютого, 2006) — український футболіст, нападник і півзахисник.
1948 року захищав кольори харківської команди «Дзержинець». По завершені сезону перейшов до складу «Локомотива», який здобув путівку до елітної ліги радянського футболу.
Протягом наступних шести років виступав за клуб «залізничників». Переможець другого дивізіону 1952 року. Всього за кар'єру провів 138 лігових матчів (13 голів), у тому числі в класі «А» — 72 матчі (7 голів). У кубку СРСР — 5 матчів.

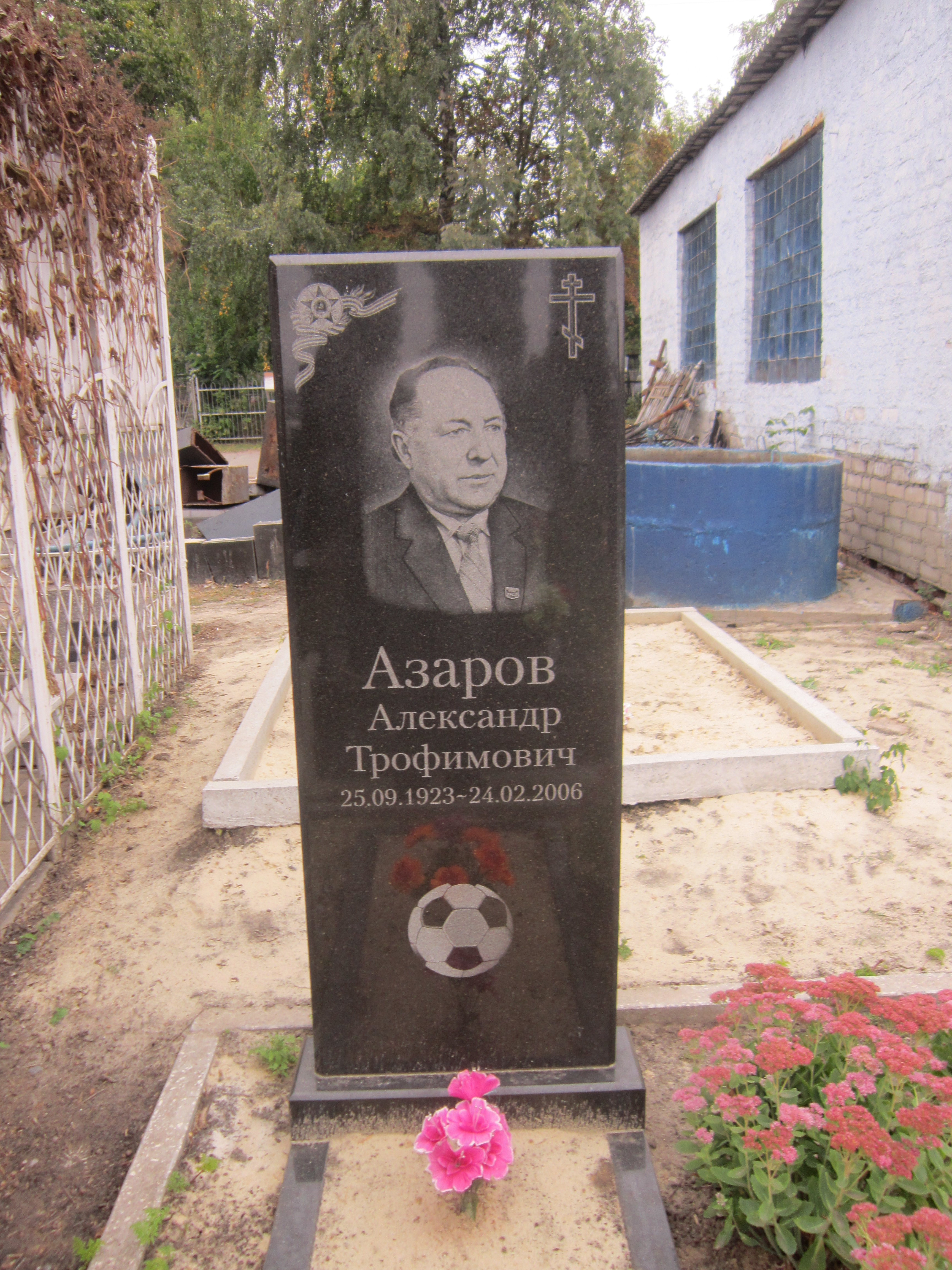
Пам'ятна плита на могилі Азарова. Третє міське кладовище.

Статистика виступів у чемпіонатах СРСР:
| Сезон        | Команда        | Ліга         | І  | Г |
| ------------ | -------------- | ------------ | -- | - |
| 1948         | «Дзержинець» Х | Д-2          | 17 | 2 |
| 1949         | «Локомотив» Х  | Д-1          | 15 | 2 |
| 1950         | «Локомотив» Х  | Д-1          | 31 | 1 |
| 1951         | «Локомотив» Х  | Д-2          | 32 | 2 |
| 1952         | «Локомотив» Х  | Д-2          | 17 | 2 |
| 1953         | «Локомотив» Х  | Д-1          | 21 | 4 |
| 1954         | «Локомотив» Х  | Д-1          | 5  | 0 |
| Усього в Д-1 | Усього в Д-1   | Усього в Д-1 | 72 | 7 |